# Karl Caspar
Karl Caspar   (Friedrichshafen, 13 de març de 1879 - Brannenburg, 21 de setembre de 1956) va ser un pintor alemany que va viure i va treballar principalment a Múnic.

## Vida i obra
Karl Caspar va estudiar a l’Acadèmia Estatal de Belles Arts de Stuttgart ia l'Acadèmia de Belles Arts de Munic. El 1904 Caspar esdevingué membre de la Stuttgarter Künstlerbund (Associació d'Artistes de Stuttgart), i el 1906 es va unir a la Deutscher Künstlerbund (Associació d'Artistes Alemanys). El 1907 es va casar amb la pintora i amiga d'infància i veïna, Maria Filser. El 1913, va ser membre fundador de l'associació d'artistes Münchener Neue Secession, a la qual també pertanyien pintors com Alexej von Jawlensky, Adolf Erbslöh, Wladimir von Bechtejeff, Paul Klee i Alexander Kanoldt. El 1919 va esdevenir el president de l'associació. Un punt àlgid de l'obra de Caspar va ser l'Altar de la Passió de 1916/1917, allotjat a la cripta de la Frauenkirche.
Del 1922 al 1937 Caspar va ser professor a l'Acadèmia de Belles Arts de Múnic. Les seves obres van ser exposades a l'Exposició d'Art Degenerat, organitzada a Múnic pels nazis el 1937. Després, les seves pintures i dibuixos inspirats en el cristianisme, influenciats igualment per l'impressionisme i l'expressionisme, van ser retirats dels museus i col·leccions públiques alemanyes i/o destruïts, i es va veure obligat a retirar-se del seu lloc de professor. Aquest mateix any (algunes fonts diuen que l'any era 1944, després que la seva casa de Múnic fos destruïda en un bombardeig), a causa de l'hostilitat nazi, s'instal·là amb la seva família a Brannenburg, on està enterrat.
Ja el 1946, Caspar va ser nomenat de nou professor a l'Acadèmia de Belles Arts de Múnic. El 1948 va ser un dels membres fundadors de l’Acadèmia de Belles Arts de Baviera. Aquest mateix any, va participar en la Biennal de Venècia. El 1950 va rebre l'Orde al Mèrit de la República Federal Alemanya. L'any 1952 se li va concedir el primer Premi d'Art de l'Alta Suabia, juntament amb la seva dona. El 1955, un any abans de la seva mort, va esdevenir membre de l'Acadèmia de les Arts de Berlín.
Entre els seus alumnes hi ha Joseph Loher i Gretel Loher-Schmeck, que pertanyen a la generació perduda, Fred Thieler i Richard Stumm i Peter Paul Etz.

## Col·leccions públiques d'obres
Alemanya
- Museu Abteiberg, Mönchengladbach
- Museu Zeppelin

Polònia
- Museu Sztuki, Łódź

EUA
- Faulconer Gallery, Grinnell, Iowa
- Museu d'Art del Comtat de Los Angeles, Los Angeles, Califòrnia